# Stefan Ivanov
Pour les articles homonymes, voir Ivanov.
Stefan Ivanov, né le 5 août 1954 à Sofia (Bulgarie), est un directeur de la photographie bulgare.

## Filmographie partielle

### Au cinéma
- 1989 : Byagashti kucheta
- 1990 : Lyubovnoto lyato na edin lyokhman
- 1993 : Neshto vav vazduha
- 1995 : Elle
- 1996 : Priyatelite na Emiliya
- 1997 : Généalogies d'un crime
- 1998 : Revoir Julie
- 1999 : Full Blast de Rodrigue Jean
- 2001 : Danny in the Sky
- 2001 : Vercingétorix
- 2002 : Emigranti
- 2002 : Marion Bridge
- 2003 : A Problem with Fear
- 2006 : Le Lièvre de Vatanen
- 2007 : Still Life
- 2009 : Moon Lake
- 2011 : Mesnak
- 2015 : Dosieto Petrov

### À la télévision
- 1990 : Zhivey opasno (téléfilm)
- 2002-2003 : Bliss (série télévisée, 4 épisodes)
- 2004 : Zero Hour (série télévisée documentaire, 1 épisode)
- 2007 : Stuff (court métrage télévisé)
- 2008 : Château en Suède (téléfilm)
- 2009 : Mourir d'aimer (téléfilm)
- 2009 : Karsh Is History (téléfilm documentaire)
- 2013 : Le Mystère Atlit Yam (téléfilm documentaire)
- 2015 : La Tueuse caméléon (téléfilm)
- 2016-2022 : Capitaine Marleau (série télévisée, 26 épisodes)
- 2022 : Diane de Poitiers (téléfilm)

## Récompenses et distinctions
- (en) Stefan Ivanov: Awards, sur l'Internet Movie Database